# Tachigali odoratissima
Tachigali odoratissima là một loài thực vật có hoa trong họ Đậu. Loài này được (Spruce ex Benth.) Zarucchi & Herend. miêu tả khoa học đầu tiên năm 1998.